# Paulos Faraj Rahho
Paulos Faraj Rahho (árabe: بولص فرج رحو Būlus Farağ Raḥū); (siriaco: ܦܘܠܘܣ ܦ̮ܪܔ ܪܚܘ Paulōs Farağ Raḥō) (Mosul, 20 de noviembre de 1942 - Mosul 12 de marzo de 2008) Arzobispo de la Iglesia católica caldea de Mosul, Irak. Secuestrado y asesinado por islamistas.

## Vida y obra
Vivió casi toda su vida en Mosul, ciudad que tiene una vastamente establecida comunidad de católicos caldeos. Estudió para convertirse en sacerdote en un seminario de Bagdad, y luego de su ordenación en 1965, fue encomendado a la Iglesia de San Isaías en Mosul.
Expresó su disconformidad ante la incorporación de la Sharia más fundamentalmente en la constitución iraquí, y continuamente desarrolló su labor episcopal en situaciones dificultosas. Durante su viaje a Roma acompañando al patriarca Mar Manuel III, donde Benedicto XVI  nombraría a este último cardenal en noviembre del 2007, confesó haber sido amenazado por hombres armados en su ciudad natal.

## Secuestro y muerte
El 29 de febrero de 2008, según un informe de Catholic News Service, el Arzobispo Rahho fue secuestrado desde su automóvil, y sus dos guardaespaldas y su chofer fueron asesinados. El 13 de marzo de 2008, se reportó que el cuerpo del Arzobispo había sido hallado enterrado en las cercanías de Mosul. La causa de su muerte no se ha confirmado, aunque la BBC ha especulado que los problemas de salud podrían ser un factor a considerar. CNN afirmó que los investigadores del caso creen que el arzobispo podría haber recibido un disparo al momento del secuestro, el 29 de febrero de 2008, cuando su chofer y sus guardaespaldas fueron acribillados.